# Apomys brownorum
Apomys brownorum är en gnagare i familjen råttdjur och släktet Apomys som förekommer på Luzon i Filippinerna.
Med en absolut kroppslängd av 230 till 255 mm, inklusive en 107 till 116 mm lång svans och en vikt mellan 60 och 84 g tillhör arten undersläktet Megapomys men den är där den minsta arten. Den långa, mjuka och täta pälsen är mörkbun till gråbrun på ovansidan. Undersidans hår är vid roten grå och vid spetsen ljus vad som ger ett ljusgrått till vitt utseende.
Arten lever i en bergstrakt vid berget Tapulao på västra Luzon. Den vistas i regioner som ligger ovanför 1800 meter över havet. Denna gnagare har fuktiga bergsskogar med mossa som habitat. Den äter ryggradslösa djur och frön. Individerna är nattaktiva.
Etablering av gruvdrift i utbredningsområdet skulle hota beståndet. Populationens storlek är okänd. IUCN listar arten med kunskapsbrist (DD).